# ЛМ-36
ЛМ-36 и ЛП-36 — советские односторонние экспериментальные четырёхосные трамвайные вагоны, моторный и прицепной соответственно.

## История
В 1937 году ленинградский завод ВАРЗ в единственном экземпляре выпустил опытный поезд МЧ («моторный четырёхосный») с прицепным вагоном ПЧ («прицепной четырёхосный») — первоначальные названия моделей. На нём были успешно опробованы наиболее передовые технические решения того времени. Вагон стал первой моделью завода ВАРЗ, имеющей цельнометаллический кузов.
От своих предшественников вагоны отличались непривычными плавными обводами корпуса и широкими трёхсекционными дверьми в центральной части (проём увеличен в 1,5 раза). Здесь впервые применили автоматическую систему управления, клещевой тормоз, токоприемник типа пантограф, подрезиненные колеса. Поезд также выделялся внешним видом и типом внутренней отделки среди всех современных ему вагонов: кузов был окрашен в голубой цвет (в отличие от традиционного красного), отделан множеством хромированных деталей, в салоне были установлены мягкие диваны — в отличие от привычных жёстких деревянных. Благодаря своей окраске, оригинальной для того времени, новый трамвайный поезд получил прозвище «голубой экспресс».
- Передняя часть салона ЛМ-36
- Задняя часть салона ЛМ-36

Война помешала серийному внедрению новшеств, воплощенных на этом поезде. После войны МЧ был отремонтирован и укомплектован стандартным для ЛМ-33 оборудованием. Московским «собратом» МЧ по техническим решениям и дизайну стал опытный вагон М-36 (всего 4 образца), а также мелкосерийный М-38 (около 40 вагонов).
Также после войны, при составлении новой классификации подвижного состава городского трамвая, модель стала назваться ЛМ-36 (прицеп соответственно ЛП-36).
Был выпущен всего один поезд (ЛМ-36+ЛП-36), который эксплуатировался в Ленинграде до 1957 года. Поезд был приписан к трамвайному парку имени Скороходова и работал на 12 маршруте (Барочная ул. — Охта). Впоследствии он был передан в Горький, где проработал до 1967 года. До наших дней вагоны не сохранились.